# Archidiecezja halicka
Katolicka archidiecezja halicka powstała w 1367 r. na przyłączonych do Polski przez króla Kazimierza Wielkiego terenach Rusi Halickiej.
Wraz z diecezjami: przemyską, włodzimierską, chełmską, kamieniecką, lwowską i kijowską tworzyła metropolię halicką. Zlikwidowana bullą Jana XXIII z 1412 r., w 1414 r. Jej teren włączony został do podniesionej do godności archidiecezji, diecezji lwowskiej.
Archikatedrą został ustanowiony w 1375 r. kościół pod wezwaniem Najświętszej Marii Panny, wcześniej cerkiew prawosławna św. Pantalejmona. W krótkim okresie istnienia arcybiskupstwa nie zostały zorganizowane praktycznie żadne archidiecezjalne instytucje. Nie było kapituły, nie odbył się żaden synod.
Arcybiskupstwo, którego powstanie i dzieje są związane nierozerwalnie z historią metropolii halickiej, zostało zlikwidowane ze względu na malejące znaczenie polityczne Halicza.

## Arcybiskupi haliccy
- 1365-1371 Krystyn, franciszkanin
- 1371-1375 Antoni
- 1375-1380 Maciej z Egeru
- 1385-1390 Bernard
- 1391-1409 Jakub Strzemię
- 1410-1412 Mikołaj Trąba
- 1412-1414 Jan Rzeszowski